# دوج ۶۰۰
دوج ۶۰۰ (Dodge ۶۰۰) خودرویی است که در سال‌های ۱۹۸۳ تا ۱۹۸۸ تولید شده‌است.
این خودرو در کلاس خودرو سایز متوسط قرار گرفته و طراحی آن خودروهای موتور جلو-محور جلو بوده است. سیستم جعبه‌دندهٔ آن ۳ دنده به دو صورت خودکار و دستی است.

## نگارخانه

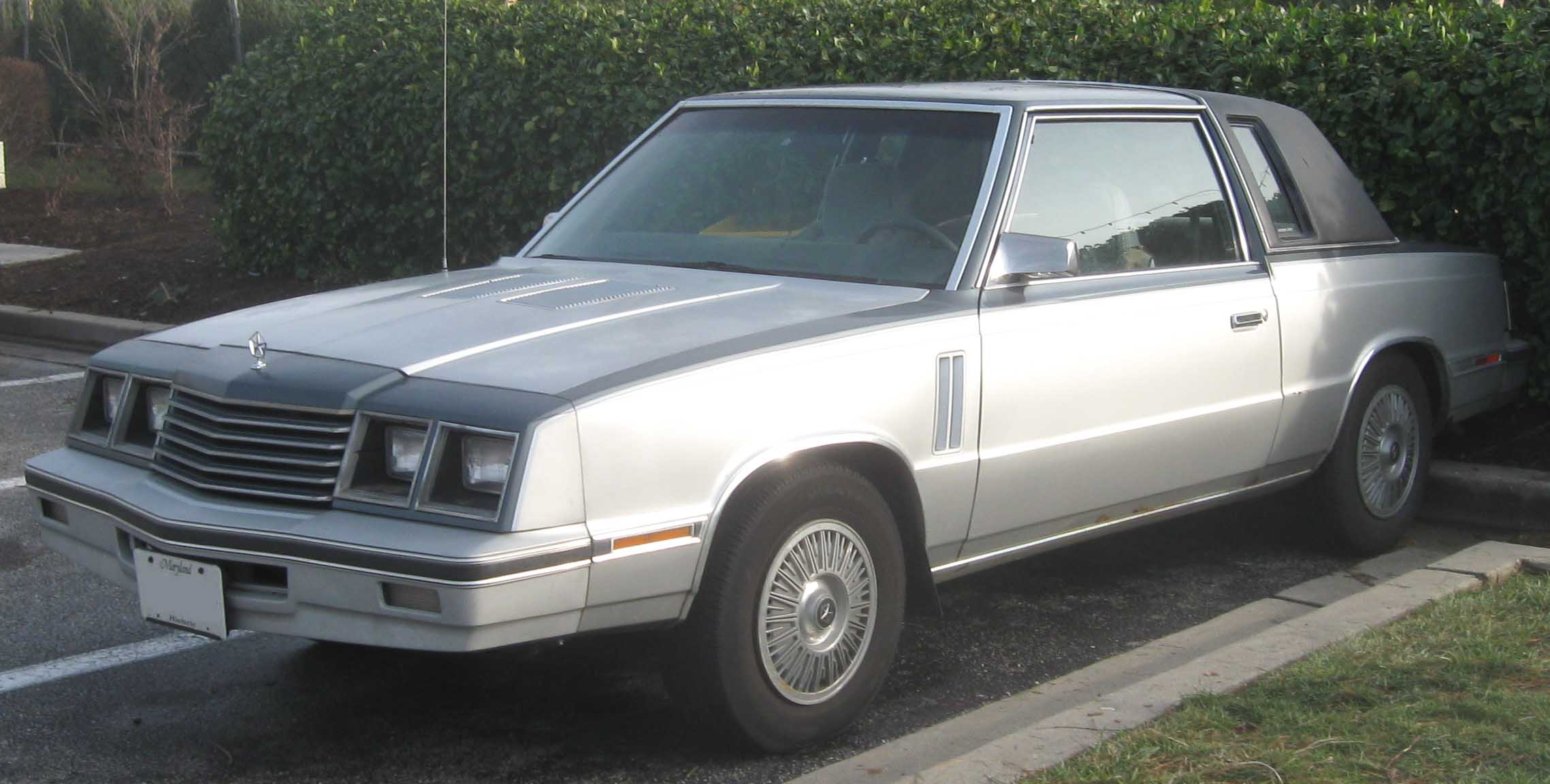
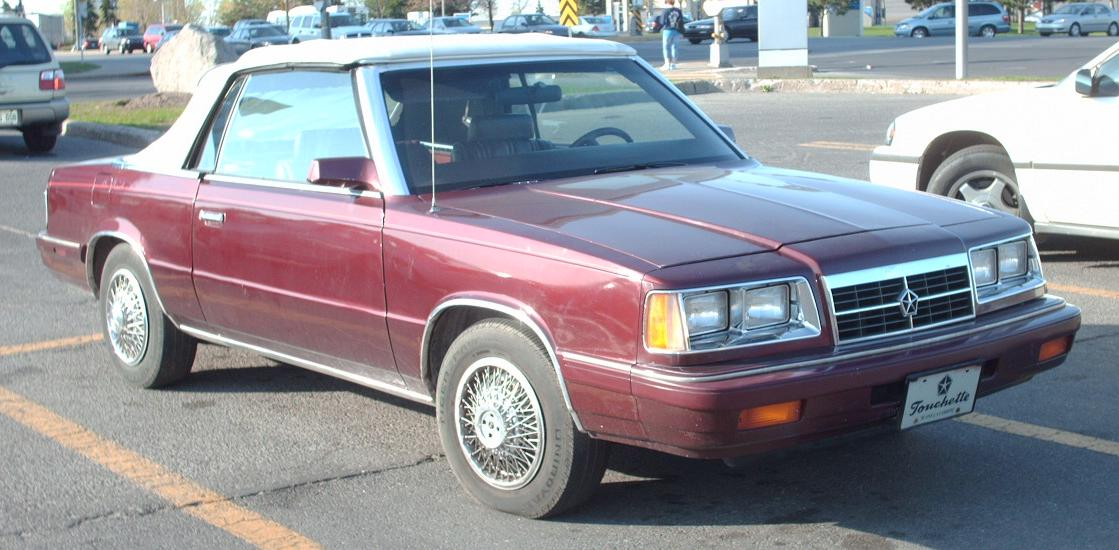
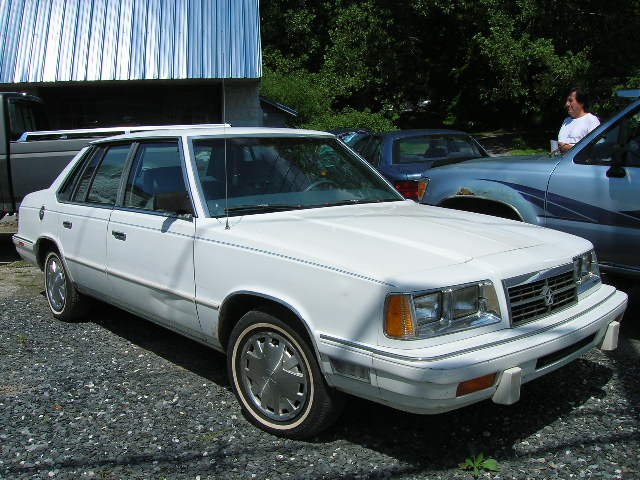